# Bistriškite babi
Bistriškite babi (Бистришките баби) je bulharský folklórní soubor, tvořený staršími ženami. Zaměřuje se na tradice etnické skupiny Šopů, žijící v západním Bulharsku a přilehlých částech Srbska a Makedonie: kroje, tance a polyfonní zpěv, jehož původ je spojen s předkřesťanským iniciačním rituálem lazaruvane. Soubor byl založen v roce 1946 ve vesnici Bistrica, ležící 15 km jižně od Sofie, a navázal na předválečnou činnost rozhlasové folklórní skupiny Bistriška četvorka. Bistriškite babi vystupovaly v mnoha cizích zemích, v roce 1978 obdržely cenu Nadace Alfreda Toepfera za přínos lidové kultuře a v roce 2005 byly zapsány 
na seznam mistrovských děl ústního a nehmotného dědictví lidstva podle UNESCO.